# Dénazification

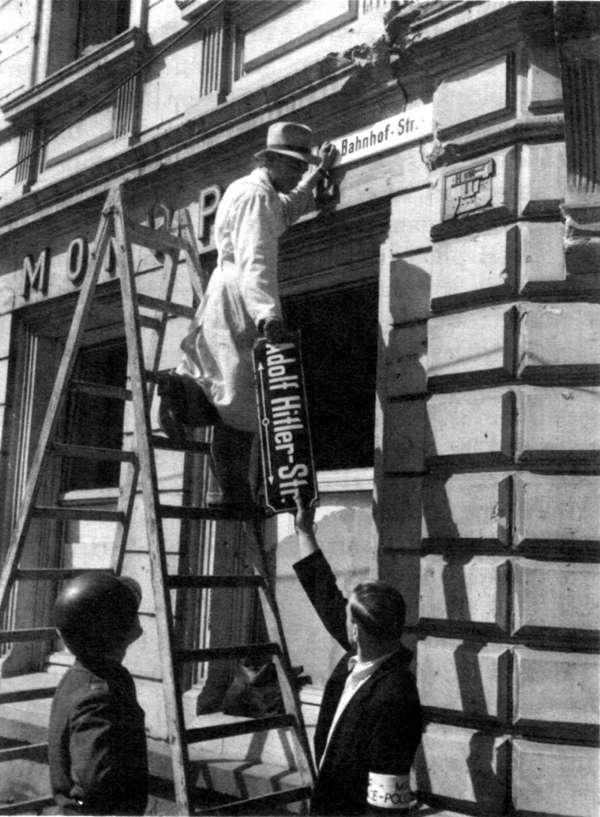
Dépose d'une plaque « Adolf Hitler Straße » (« rue Adolf-Hitler » à Trèves) avec l'aide d'un policier allemand (brassard Polizei/police) et sous la surveillance d'un soldat américain.

Une croix gammée détruite par explosifs au Reichsparteitagsgelände de Nuremberg le 25 avril 1945.

La dénazification (en allemand, Entnazifizierung) est un processus dirigé par les Alliés au sortir de la Seconde Guerre mondiale et destiné à éradiquer le nazisme dans les institutions et la vie publique allemandes. Il avait aussi pour objectif de permettre la reconstruction d'une vie politique allemande démocratique, que ce soit sur une base capitaliste en Allemagne de l'Ouest ou sur une base communiste en Allemagne de l'Est. Ainsi, il faut voir dans ce processus deux volets : un volet punitif et un volet préventif.

## Origine
Proclamée à Londres en janvier 1942, renforcée par l'accord de Potsdam en août 1945, la dénazification désigne une « épuration » de la société, de la culture, de la presse, de l'économie, du pouvoir judiciaire et de la politique allemandes et autrichiennes de toute influence nazie. Après la Seconde Guerre mondiale, une grande partie de l'Europe, surtout l'Allemagne, était en ruines. Ceci était particulièrement vrai pour l'administration de l'État. Les Alliés ont entrepris une politique de démocratisation, de démilitarisation, de décartellisation (rapidement arrêtée à l'est à cause de l'influence communiste, car créant du chômage) et de dénazification.
Il était notamment prévu dans les zones d'occupations occidentales des questionnaires auxquels chaque Allemand ayant détenu une petite fonction civile ou militaire devait répondre. Les réponses furent fréquemment peu sincères, frauduleuses ou fantaisistes, traduisant des stratégies de dissimulation ou de disculpation. Le romancier Ernst von Salomon publia à ce sujet en 1951 un texte célèbre intitulé Der Fragebogen (de) (Le Questionnaire).
À partir du 20 septembre 1945, le Conseil de contrôle allié siégeant à Berlin adopta la Loi no 1 du Conseil de contrôle allié portant abrogation du droit nazi, première d'un grand nombre de directives de dénazification qui seront appliquées plus ou moins scrupuleusement selon les zones d'occupation (les Soviétiques étant les plus radicaux). Ces directives allaient permettre de désigner certains groupes de personnes sur lesquelles une enquête judiciaire devait être entamée. Le corps professoral fut profondément et rapidement renouvelé, ainsi que la majeure partie des professions juridiques, journalistiques et sportives.
La « loi d'élimination du national-socialisme et du militarisme » du 5 mars 1946 définit dans son article 4 les niveaux de responsabilité : Hauptschuldige (principaux coupables), Belastete (charges importantes), Minderbelastete (charges mineures), Mitläufer (suivistes), Entlastete (libérés, les procès en dénazification pouvant déclarer les prévenus nicht betroffen, « non concernés » par cette loi).
Le 23 juin 1950, sous l'influence du juriste Otto Küster (de), une loi de « reconnaissance des unions libres des [personnes] persécutées [pour raisons] raciales et politiques » est promulguée afin de mettre un terme aux errements de la politique raciale du Reich nazi en termes de mariages.

## Des réalités diversifiées
Cependant, derrière l'apparente univocité du terme, la dénazification connut des déploiements différents selon les zones d'occupation :

« Une fois admis qu'on châtierait les grands chefs, les conceptions des vainqueurs divergeaient déjà sur la nature du phénomène national-socialiste, donc nécessairement sur les meilleurs moyens d'en éliminer jusqu'aux ferments. Pour les dirigeants britanniques, il s'agissait d'une sorte de maladie. L'élimination des porteurs de germes suffirait à rendre au corps sa santé. Pour les Français, il y avait une sorte de ligne continue de Bismarck à Hitler. Le nazisme était lié au « prussianisme dont Hitler a été la plus dangereuse incarnation ». L'État unitaire allemand et l'État totalitaire étaient liés. La punition resterait sans effet si par ailleurs on n'assurait pas la destruction de la Prusse et celle de l'unité allemande. Du côté américain, on était partagé entre la vision anglaise et la vision française. Les Soviétiques, eux, attribuaient la victoire du nazisme en Allemagne aux structures de la société allemande, en particulier à la répartition du pouvoir économique au sein de la société : la punition était donc accessoire, la révolution sociale prioritaire. »

— Alfred Grosser, L'Allemagne de notre temps, p. 80
Le conseil de contrôle allié n'édicte la directive 24 qu'en janvier 1946, et dès lors la dénazification se déroule différemment dans chaque zone d'occupation. 186 000 suspects sont détenus dans les trois zones d'occupation occidentales, dont 86 000 sont libérés au premier janvier 1947. Sont ainsi détenus jusqu'en 1947 :
- en zone britannique 64 500 personnes (dont 34 000 sont libérées, soit 53 %)
- en zone américaine 95 250 (dont 44 244 libérées, soit 46 %)
- en zone française 18 963 (dont 8 040 libérées, soit 42 %)
- en zone soviétique 67 179 (dont 8 214 libérées, soit 12 %)[6].

5025 condamnations sont prononcées dans les zones occidentales, dont 806 condamnations à mort.
D'autres historiens relèvent eux aussi la disparité de traitement selon la zone d'occupation :

« De plus, leur [celle des Américains] armée de Texans, de Noirs, de Midwesterners abonde aussi de réfugiés allemands qui savent la langue et expliquent tout. Le rôle de ceux-là sera important pendant la première phase de l'occupation. L'ignorance et la bonne conscience des uns, les sentiments de retrouvailles mêlés de désir de vengeance des autres feront de la dénazification américaine un chef-d'œuvre de précision, de bureaucratie et d'incohérence. Mais s'il faut choisir sa zone, c'est chez les Américains que cela fera le moins mal d'être allemand. »

— Joseph Rovan, Histoire de l'Allemagne, p. 768
La description que Rovan donne de l'administration du secteur français est également très critique :

« Quant aux Français, à qui les Américains ont cédé une partie de leur zone, les régions sud des futurs Länder de Bade et de Wurtemberg, et les Anglais le sud de la Rhénanie, ils sont placés sous le règne du tripartisme qui, de Gaulle parti, sera surtout celui de l'impuissance, chaque parti bandant ses forces pour anéantir les efforts des autres. En « zone », la divergence profonde et sans cesse plus approfondie entre occupants communistes, socialistes et démocrates-chrétiens a pour conséquence un haut niveau d'autonomie pour les responsables de tout genre qui peuvent toujours court-circuiter leurs supérieurs hiérarchiques en cherchant l'appui de leur soutien politique à Paris. La zone française ressemble au Saint-Empire des derniers siècles de son existence, c'est une justification de territoires et de secteurs administratifs semi-autonomes. L'ordre y est maintenu par une sorte d'armée des Indes, une armée de type colonial métissée de FTP et de FFI. Comme partout, on retrouve chez les Français des idéalistes de la réconciliation avec une Allemagne démocratique et des profiteurs, mais ceux-là aussi ont dans notre petite zone, assez pauvre et restée relativement à l'abri de la guerre et de ses mouvements de population, un degré d'indépendance bien plus grand qu'ailleurs. »

— Joseph Rovan, Histoire de l'Allemagne, p. 768
Après le 5 mars 1946, la responsabilité de la dénazification en zone américaine est confiée aux autorités allemandes, qui mettent en place des chambres d'épuration composées de juges intérimaires. Après la fondation de la République fédérale d'Allemagne, le Bundestag met officiellement fin à la dénazification par le vote de la loi du 1er juillet 1951. Dans la zone soviétique en revanche les camps d'internement restent jusqu'en janvier 1950 administrés par les Soviétiques. Les conditions de vie y sont très difficiles, et 42 800 prisonniers y décèdent, selon les autorités soviétiques, plus de 80 000 selon d'autres sources.

## Destin des ex-membres du NSDAP
Le procès de Nuremberg (20 novembre 1945-1er octobre 1946) déclare criminelles quatre organisations nazies : le NSDAP, la SS, le SD et la Gestapo. Cela implique que le simple fait d'en avoir fait partie est un crime. En ce qui concerne le NSDAP, seul le corps de chefs nazis est déclaré criminel, à savoir : le Führer, la Reichsleitung, les Gauleiter et leurs principaux collaborateurs, les Kreisleiter et leurs collaborateurs, les Ortsgruppenleiter, les Zellenleiter et les Blockleiter. Les simples membres ne sont pas inquiétés s'ils se sont bornés à avoir une carte du NSDAP[source insuffisante].
Dans l'immédiat après-guerre, beaucoup de nazis, et en particulier de SS, furent ainsi détenus dans des camps de prisonniers ou/et exécutés, soit par la Résistance, soit après procès[réf. nécessaire]. Une partie, cependant, échappa à toute condamnation. Si dès 1943, les Alliés avaient mis en place la Commission des crimes de guerre des Nations unies (UNWCC) chargée de dresser une liste des criminels de guerre nazis, celle-ci, ainsi que d'autres organismes nationaux, durent faire face à d'importants problèmes pratiques d'organisation, en particulier après 1947 et le déclenchement officiel de la guerre froide. L'échec du CROWCASS (Registre central des criminels de guerre et des suspects pour la sécurité), créé en mars 1945, est symptomatique de ce changement de priorité politique. De leur côté, certains d'entre eux s'organisaient, par exemple dans l'association d'entraide des ex-membres de la Waffen SS, la Hilfsgemeinschaft auf Gegenseitigkeit der ehemaligen Angehörigen der Waffen-SS créée en 1951 et dissoute en 1992.
Les nazis qui échappèrent à la justice dans l'immédiat après-guerre peuvent ainsi être classés en plusieurs catégories[réf. nécessaire] :
- ceux qui se sont suicidés ;
- ceux qui ont été condamnés à mort mais ont réussi à ne pas être exécutés d'une manière ou d'une autre ;
- ceux qui n'ont pas fait l'objet de procès ni de condamnation, pour une raison ou une autre (non-inscrit au CROWCASS, non arrêté, etc.) :
  - ceux-ci ont pu parfois continuer à vivre dans leur pays, soit sous la même identité, soit sous une fausse identité, étant parfois employés par les services de renseignements de l'Ouest comme de l'Est (par exemple, Horst Kopkow, qui travailla pour le MI5 ; le chef du contre-espionnage Wilhelm Höttl, qui travailla pour le Counter Intelligence Corps (CIC) américain ; nombre de membres de l'Organisation Gehlen, ancêtre du BND allemand, etc.). D'autres, comme le SS letton Viktors Arājs, chef du tristement célèbre Sonderkommando Arājs, fut mystérieusement libéré par les Britanniques en 1949, pour n'être condamné à perpétuité qu'en 1979. Walter Rauff, un des inventeurs de la chambre à gaz mobile qui a tué des milliers de handicapés mentaux et de juifs, fut employé par les services secrets d'Israël[13] et de la RFA et protégé contre les poursuites en justice[14].
  - d'autres, parmi ceux-ci, se sont enfuis, en s'appuyant parfois sur des réseaux d'exfiltration des criminels de guerre. Ces réseaux ont fait l'objet d'une intense spéculation historique depuis la publication du roman ODESSA par Frederick Forsyth, en 1972, qui tenait la plupart de ses sources du chasseur de nazis controversé Simon Wiesenthal. Au-delà d'ODESSA, l'un des réseaux avérés fut celui de l'évêque catholique Alois Hudal, qui était proche du prêtre croate Draganović. Ces deux prêtres firent beaucoup pour aider des fugitifs, dont Adolf Eichmann ou Klaus Barbie, à s'enfuir, souvent pour l'Amérique latine (en premier lieu l'Argentine).

Parmi ces fugitifs nazis, on peut citer, parmi les plus connus, Josef Mengele (mort en 1979), Barbie (qui travailla pour la dictature bolivienne avant d'être rattrapé par la justice française), Eichmann (jugé à Jerusalem), Alois Brunner, Aribert Heim (recherché jusqu'à sa mort en 1992 au Caire (Égypte)), le commandant de Treblinka Franz Stangl, l'aviateur letton Herberts Cukurs (exécuté par le Mossad), le botaniste SS Heinz Brücher (devenu professeur en Argentine), etc. Seule une partie de ces fugitifs ont été rattrapés par la justice.
Enfin, une partie, certes marginale, des anciens nazis, réussit à dissimuler son passé et à obtenir des postes politiques plus ou moins importants après la guerre. Ceci a souvent suscité des scandales et leur démission quand leur fonction pendant le nazisme fut révélée. On peut ainsi citer :
- Kurt Georg Kiesinger, membre du NSDAP depuis 1933, qui travaillait au service de propagande de l'Office des Affaires étrangères, chargé de faire le lien avec le Ministère du Reich à l'Éducation du peuple et à la Propagande, et qui fut Chancelier fédéral de la RFA de 1966 à 1969.
- Heinz Reinefarth, lieutenant-général (Gruppenführer) de la Waffen-SS et chef des SS et de la police (Höherer der SS und Polizeiführer) en Pologne, officier nazi important donc, qui échappa toutefois à toute inculpation et devint maire de Westerland (1951-64) et député du Bloc des réfugiés au Landtag de Schleswig-Holstein à partir de 1958.
- l'ex-Gruppenführer Wilhelm Harster, officiel important du ministère bavarois de l'Intérieur, qui dut démissionner après avoir pris la défense du criminel de guerre Erich Rajakowitsch (de), jugé à Vienne en 1965, puis fut lui-même à nouveau jugé et condamné en 1967.

Kurt Waldheim, secrétaire général des Nations unies et président fédéral de l'Autriche de 1986 à 1992, est sans doute l'ex-nazi ayant eu les fonctions les plus importantes après-guerre. Waldheim, qui avait été inscrit comme suspect sur la liste de l'UNWCS, était membre de la SA et fut Oberleutnant de la Wehrmacht sur le front de l'Est, et on s'intéressa beaucoup à son rôle lors de la bataille de Kozara (Bosnie), dans la 714e division d'infanterie dirigée par le général Friedrich Stahl (de). Bien que l'unité militaire dont il fit partie se fût rendue coupable d'exactions nombreuses, aucune preuve ne l'impliquant directement dans des crimes de guerre n'a pu cependant être fournie. Le département de la Justice des États-Unis refusa toutefois en 1987 de le laisser entrer sur le territoire national, en affirmant qu'il avait pris part à la déportation, au mauvais traitement et à l'exécution de civils et de soldats alliés durant la guerre.
Le cas d'Hanns Martin Schleyer, Untersturmführer-SS puis représentant du patronat allemand est à part[Quoi ?], dans la mesure où il fut assassiné par la RAF en 1977.

### En Allemagne de l'Est
L'historien Henry Leide estime qu'il y aurait eu 1,5 million d'anciens membres du parti nazi résidant en RDA. Dès 1946, le Parti socialiste unifié d'Allemagne (SED) accepte l’adhésion d'anciens membres du NSDAP, qui comprenait près de 9 millions d'adhérents en 1945. En 1947, il est proclamé qu'ils devaient être traités comme « des citoyens au même titre » que les autres. En 1951, le SED compte 174 928 anciens membres du parti nazi ou anciens officiers de la Wehrmacht. En 1954, 32,2 % des employés des administrations publiques et 27 % des adhérents du SED étaient d'anciens membres du parti nazi,. Cette situation peut s'expliquer par le fait qu'ils soient tous deux des partis de masse. Par ailleurs, les anciens adhérents du Parti nazi qui n'avaient pas été impliqués dans la politique de répression du régime se sont plus généralement retrouvés dans la petite formation du Parti national-démocrate d'Allemagne (NDPD),. Cependant, en 1961 la part des anciens membres du NSDAP parmi les cadres supérieurs des administrations est inférieure à 10 % en RDA, contre 67 % en RFA.
La Stasi a contraint plusieurs anciens SS à rejoindre ses rangs en tant qu'informateurs sous la menace d'être livrés à la justice est-allemande. Après la fondation du régime de la RDA en 1949, 739 criminels nazis ont été condamnés, et une vingtaine ont été jugés pour des actes criminels commis dans les camps de concentration. La RDA entretenait l'idée fausse que tous les criminels nazis avait été jugés dès les années d'après-guerre ou avaient fui à l'Ouest. Pourtant, tous les anciens nazis n'ont pas été jugés en zone soviétique. Effectuer des tâches spéciales pour le gouvernement pouvait protéger les membres nazis des poursuites, leur permettant de continuer à travailler. Posséder des liens particuliers avec les occupants permettait d'avoir quelqu'un pour se porter garant d'eux, et une telle situation pouvait également protéger une personne des lois de dénazification. En particulier, les districts de Gera, Erfurt et Suhl avaient un grand nombre d'anciens membres du parti nazi.
L'historienne Sonia Combe déclare cependant qu'un travail de mémoire plus important a été soutenu en RDA à travers une large production cinématographique, théâtrale et littéraire. Au contraire de la RFA, la Shoah n'a jamais été un tabou en RDA. D'après elle, les anciens nazis n'occupaient en Allemagne de l'Est que des fonctions subalternes, tandis que jusqu'aux années 1970 les dirigeants étaient souvent issus de la résistance ou étaient d'anciennes victimes du régime hitlérien. Pour Henry Leide, de nombreux anciens nazis occupaient des hauts postes au sein de l'administration est-allemande, comme Ernst Melsheimer qui fut premier le procureur en chef de l'État ; par ailleurs, étant donné le recrutement de certains d'entre-eux par la Stasi, plusieurs occupaient des postes non-officiels.
Par ailleurs, la journaliste Anetta Kahane (en) ayant vécu en Allemagne de l'Est, déclare qu'« il y avait un antisémitisme très fort en RDA » et que « les Allemands de la RDA avaient commis des crimes, tout comme les Allemands de l'Ouest. Il n'y avait pas de différence ». Enfin, l'historien Jeffrey Herf soutient que la mémoire publique de l'Holocauste et la sympathie pour les inquiétudes des survivants juifs trouvaient un foyer en Allemagne de l'Ouest, et non en Allemagne de l'Est : des purges antisémites ont été commises dans les années 1950, les survivants juifs ont été relégués au statut de victimes de seconde classe ; d'après-lui, bien « que certains romanciers et cinéastes est-allemands ont abordé l'antisémitisme et l'Holocauste, ces questions sont restées en marge de la culture politique antifasciste officielle de l'Allemagne de l'Est ».
Avant même que la dénazification ne soit officiellement abandonnée en Allemagne de l'Ouest, la propagande est-allemande se présente fréquemment comme « antifasciste » et affirme que l'État ouest-allemand présentait une continuation du régime nazi, employant les mêmes fonctionnaires qui avaient administré le gouvernement pendant la dictature nazie. À partir des années 1950, le raisonnement de ces accusations se concentrent sur le fait que de nombreux anciens fonctionnaires du régime nazi occupent des postes au sein du gouvernement ouest-allemand. Cependant, la propagande est-allemande a également tenté de dénoncer comme nazis même des politiciens tels que Kurt Schumacher, qui avait été emprisonné par le régime nazi lui-même. De telles allégations apparaissaient fréquemment dans le Journal du Parti socialiste unifié d'Allemagne (SED), le Neues Deutschland.
Le régime communiste de la RDA prétend fonder sa légitimité sur le combat des militants antifascistes. Une forme de « culte » de la résistance au sein du camp de Buchenwald est instaurée, avec notamment la création d'un musée en 1958, et la célébration chaque année du serment de Buchenwald prononcé le 19 avril 1945 par les prisonniers qui s'engageaient à lutter pour la paix et la liberté.
L'historien Ulrich Pfeil rappelle néanmoins le fait que la commémoration antifasciste en RDA avait « un caractère hagiographique et d'endoctrination ». Comme dans le cas de la mémoire des protagonistes du mouvement ouvrier allemand et des victimes des camps, elle était « mise en scène, sujette à la censure, ordonnée » et, au cours des 40 années du régime fut un instrument de légitimation, de répression et de maintien du pouvoir.

### En Allemagne de l'Ouest
La RFA manifeste une grande réticence à juger les anciens nazis. Ces derniers sont d'autant plus ménagés par la justice que 90 % des magistrats et avocats en fonction dans les années d'après-guerre avaient servi sous le régime hitlérien. Les autorités font au contraire la chasse aux communistes dans la fonction publique une priorité. Le Service fédéral de renseignement (BND), mis sur pied par l'ancien responsable du renseignement militaire allemand sur le front de l'Est, Reinhard Gehlen, recrute nombre d'anciens nazis grâce aux États-Unis qui leur reconnaissent un anticommunisme ardent. Tout l'appareil d’État de la RFA est concerné. Le groupe de recherche sur l'histoire du ministère de l'Intérieur établit qu'en 1961 la part des anciens membres du parti nazi parmi les cadres supérieurs atteignait 67 %, contre moins de 10 % en RDA. Hans Globke, à l'origine des lois de Nuremberg, devient même le directeur de cabinet de Konrad Adenauer, le premier chancelier fédéral. Le corps diplomatique est aussi concerné, quasiment tous les ambassadeurs ouest-allemands au début des années 1960 étant d'anciens membres du parti nazi.

## Dispositions légales après la guerre
En 1953, le Sozialistische Reichspartei, qui se présente comme successeur du NSDAP, est interdit. En 1964, le NPD (Nationaldemokratische Partei Deutschlands) est créé. Malgré des propos racistes et d'extrême-droite, le parti n'est toujours pas interdit, même si cette question occupe régulièrement la classe politique allemande.
Dans les années 1980, l'affaire Klaus Barbie a suscité, aux États-Unis, l'« amendement Holtzman », voté entre autres par Ted Kennedy, et qui ajoutait la question sur le formulaire d'exemption de visa : « Le visiteur étranger a-t-il été impliqué dans les persécutions nazies? » La justice américaine n'avait en effet aucune compétence juridictionnelle, au pénal, sur les étrangers. Aussi, dans le sillage de l'affaire Barbie, un service spécial fut créé à l'ICS (Immigration and Custom Service) chargé d'enquêter sur les suspects de crimes de guerre[réf. nécessaire]. Le cas échéant, et après procès, ceux-ci étaient expulsés du territoire. Des années plus tard, le président démocrate Bill Clinton signa, en 1998, le Nazi War Crimes Disclosure Act qui a permis l'ouverture d'archives concernant les anciens membres du NSDAP, en particulier ceux employés ou contactés par la CIA (Opération Paperclip, etc.) ou d'autres agences de renseignement (notamment le Counter Intelligence Corps).
Le Royaume-Uni, également, vota, après un long débat, le War Crimes Act 1991 (en), qui accordait à ses tribunaux une compétence juridictionnelle sur les personnes soupçonnées de crimes de guerre commis lors de la guerre et ayant par la suite acquis la citoyenneté britannique. La seule personne jugée — et condamnée — en vertu de cette loi fut l'ex-SS Anthony Sawoniuk (en) (Polonais ou Biélorusse).
Les Européens ne sont jamais parvenus à s'entendre sur une loi commune à propos du nazisme. En janvier 2007, le projet d’interdiction des symboles nazis par tous les pays membres de l'Union européenne a été rejeté. En effet, pour la communauté hindoue britannique, le svastika est avant tout un symbole de paix, et ceci depuis 5 000 ans.
L’incitation à la haine raciale et à la xénophobie sont passibles des délits punis de la même manière dans les 27 États membres, par des peines de 1 à 3 ans de prison. Mais le négationnisme n’est délictueux qu’en France, en Allemagne et en Autriche.

## Critique de l'efficacité et de la réalité de la dénazification
Selon beaucoup d'historiens, la dénazification a été un échec. En Allemagne de l'Ouest, de nombreux hauts fonctionnaires nazis ont continué à exercer après la guerre les mêmes fonctions qu'ils occupaient auparavant, notamment dans les ministères et la police (où ils représentaient même souvent la majorité des cadres supérieurs).
Pour l'historien spécialiste de la Shoah Georges Bensoussan, la dénazification est une « farce » et une « illusion ». La grande majorité des nazis coupables de crimes de guerre n'ont pas été jugés, seule une poignée de dignitaires a comparu sous les pressions, entre autres, des autorités françaises. La dénazification s'est arrêtée très vite à cause de la guerre froide et de l'anti-communisme. Bensoussan donne l'exemple de criminels comme Adolf Eichmann, jamais inquiété par l'Allemagne fédérale (qui savait où il était en 1951) et finalement arrêté par le Mossad, ou les 200 responsables du ghetto de Łódź, dont seuls 4 ont été jugés. Cet historien ne remet pas en cause la sincérité du mea-culpa officiel de l'Allemagne, mais il estime qu'une partie importante des Allemands, difficile à quantifier, comprenant les « corps intermédiaires » et « une grande partie des élites », le plus souvent très éduqués, tels les membres de la Gestapo et les SS, est restée hitlérienne (mais pas forcément nazie) jusqu’au bout.
Selon un rapport, 29 lois adoptées du temps de l'Allemagne nazie sont encore en vigueur dans le système juridique allemand, dont certaines contiennent des références directes au système nazi.
Jusqu'aux années 1990, la majorité des historiens ouest-allemands qualifiaient d'« invasion » le débarquement de juin 1944 en Normandie, exonéraient la Wehrmacht de sa responsabilité dans le génocide des juifs et fabriquaient le mythe d'un corps diplomatique qui « ne savait pas ». En 1991, 16 % de la population d'Allemagne de l'Ouest et 6 % de celle de l'Est présente des préjugés antisémites. En 1994, 40 % des Allemands de l'Ouest et 22 % de ceux de l'Est estimaient que l'on accordait trop d’importance au génocide des juifs.

## Postérité
Après l'invasion, l'occupation (uk) et l'annexion de la Crimée par la Russie en 2014 et le début de la guerre russo-ukrainienne, qui a provoqué la Révolution ukrainienne de 2014, les médias russes commencent à désigner le gouvernement ukrainien comme des « néo-nazis » et « ukro-fascistes ». La partie russe accuse le gouvernement ukrainien d'être un régime fantoche, d'avoir pris le pouvoir par un coup d'État, et d'avoir opprimé les russophones dans l'est de l'Ukraine pendant la guerre du Donbass qui a résulté de l'occupation par les Russes dans le Donbass.
En 2017, Armen Gasparian publie son livre Dénazification de l'Ukraine. Pays de leçons non apprises (en russe : Денацификация Украины. Страна невыученных уроков). La thèse du livre prétend que la nation ukrainienne ne peut pas exister en dehors de la Russie et que l'Ukraine n'est pas un État indépendant et souverain,. Le gouvernement russe sous Vladimir Poutine s'est attaché à cette idée ; selon le Service de sécurité d'Ukraine (SBU), le gouvernement achète le livre en gros.
En 2022, la Russie envahit l'Ukraine avec pour objectif officiel la « dénazification » de l'Ukraine et de son gouvernement. Ce faisant, elle instrumentalise ce terme de manière impropre dans un but de propagande.

## Documentaire
- 2021 : Les Coulisses de l'Histoire, saison 2, épisode 1 : « La Dénazification, mission impossible », réalisé par Mickaël Gamrasni.

#### Études historiques
- Tal Bruttmann, « Les batailles d’Allemagne : L'épuration politique », Folio Histoire, Paris, Gallimard, folio Histoire, vol. 244 « La Guerre monde, 1 », no 244,‎ 2015, p. 1074-1079 (ISBN 978-2-07-044265-2, extrait d’un ouvrage collectif : la dénazification).
- Sébastien Chafour, Corine Defrance et Stefan Martens (dir.), La France et la dénazification de l'Allemagne après 1945, Berg, 2019.
- Alfred Grosser, L'Allemagne de notre temps, 1945-1978, Paris, Fayard, coll. « pluriel », 1978, 704 p. (ISBN 978-2-253-02074-5, OCLC 5917682).
- Joseph Rovan, Histoire de l'Allemagne, Paris, Éditions du Seuil, coll. « Points Histoire » (no 254), 1998, 974 p. (ISBN 978-2-02-035136-2, OCLC 409490203).
- Marie-Bénédicte Vincent (dir.), La dénazification, Paris, Perrin, coll. « Tempus », 2008, 368 p. (ISBN 978-2-262-02809-1)
- Alfred Wahl, La seconde histoire du nazisme : dans l'Allemagne fédérale depuis 1945, Paris, Éditions Armand Collin, coll. « Les enjeux de l'histoire », 2006, 335 p. (ISBN 978-2-200-26844-2, OCLC 421435987).

#### Récits
- Géraldine Schwarz, Les Amnésiques, Paris, Flammarion, 2017, 352 p. (ISBN 9782081416994)